# Palomarobservatoriet
För andra betydelser, se Palomar.
Palomarobservatoriet (engelska: Palomar Observatory) är ett astronomiskt observatorium som ägs och drivs av California Institute of Technology (Caltech). Det är beläget på berget Mount Palomar, cirka 60 kilometer nordöst om San Diego i södra Kalifornien. Av de fyra huvudinstrumenten är det Haleteleskopet som är det mest kända, och som i nästan trettio år var världens största spegelteleskop. Det stod klart 1948, och har en diameter på 5.08 meter (200 tum).

### Fotnoter
1. ↑  ”ObsCodes”. https://minorplanetcenter.net//iau/lists/ObsCodes.html. Läst 26 maj 2022.
2. ↑  ”Palomar-observatoriet” (på norska). Store norske leksikon. https://snl.no/Palomar-observatoriet. Läst 29 januari 2016.